# Shall We Forgive Her?
Shall We Forgive Her? è un film muto del 1917 diretto da Arthur Ashley e basato sull'omonimo lavoro teatrale di Frank Harvey, andato in scena in prima a Londra il 4 luglio 1894.

## Produzione
Il film fu prodotto dalla World Film e dalla Peerless Productions.

## Distribuzione
Il copyright del film, richiesto dalla World Film Corp., fu registrato il 28 settembre 1917 con il numero LU11485.
Distribuito dalla World Film e presentato da William A. Brady, il film uscì nelle sale cinematografiche statunitensi il 15 ottobre 1917.